# Nüsomurya
Nüsomurya è un comune dell'Azerbaigian situato nel distretto di Lerik. Conta una popolazione di 225 abitanti.